# Sprengstoffanschläge in Dresden 2016

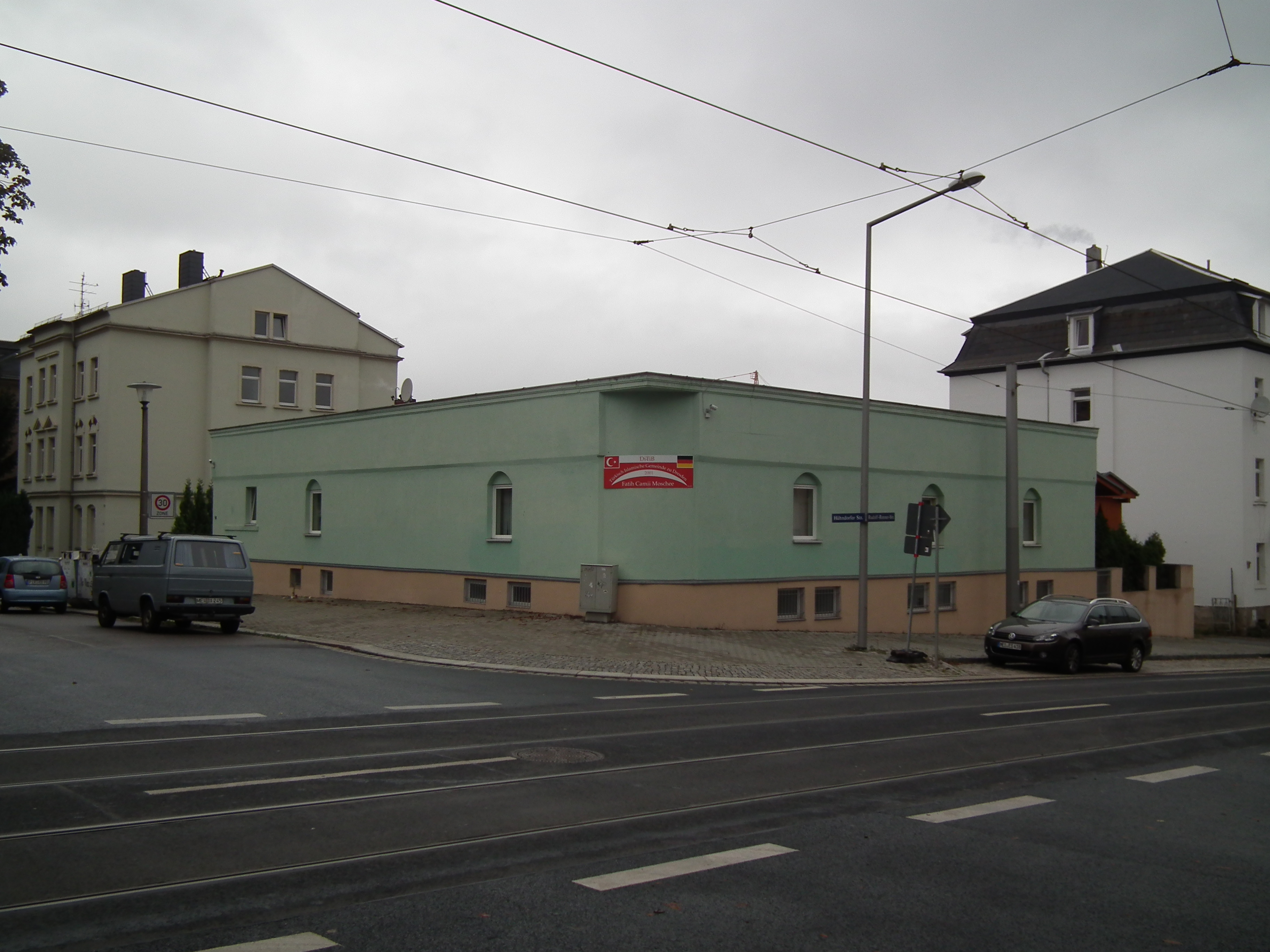
Die Fatih Camii

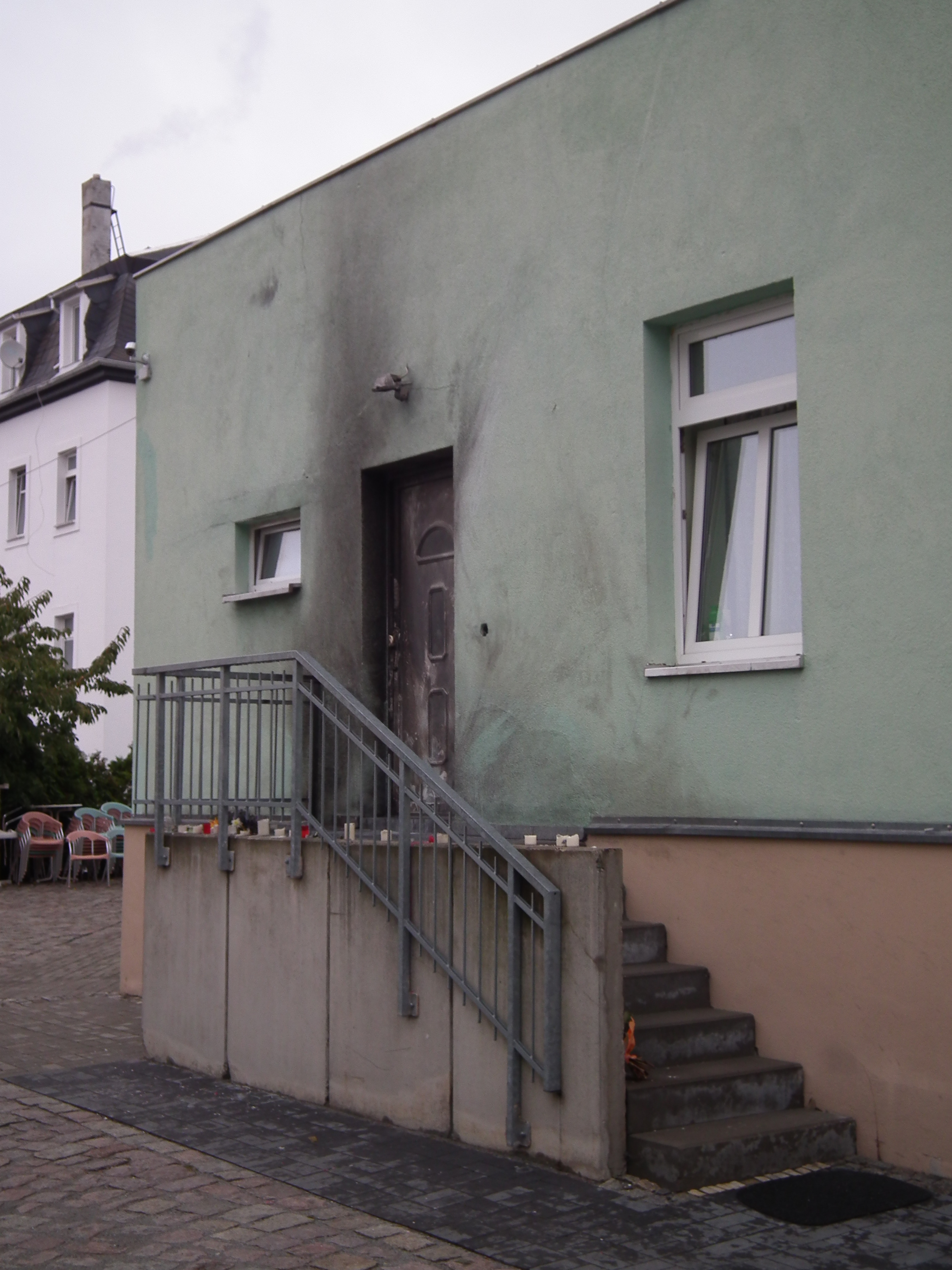
Spuren des Anschlags an der Eingangstür der Moschee

Die Sprengstoffanschläge in Dresden 2016 waren zwei Bombenanschläge am Abend des 26. September 2016. Diese fanden in Dresden vor der Fatih-Moschee und vor dem Kongresszentrum (ICC) statt. Nur durch Zufall kam keine Person zu Schaden. Der bald ermittelte Täter Nino Köhler wurde am 31. August 2018 wegen u. a. Mordversuches zu 9 Jahren und 8 Monaten Haft verurteilt.

## Tatabläufe
Gegen 21:15 MESZ explodierte vor der Fatih-Moschee ⊙ im Dresdner Stadtteil Cotta ein Sprengsatz. Dieser war dem Oberlandesgericht Dresden zufolge mit Metallsplittern gefüllt, die geeignet waren, „schwerste und tödliche Verletzungen hervorzurufen“. Die Moschee ist eine Einrichtung der türkisch-islamischen Religionsgemeinschaft DITIB. Der Imam der Moschee, seine Frau und seine Söhne befanden sich zwar in dem Haus, als es zur Explosion kam, blieben jedoch unverletzt. Durch die Druckwelle der Explosion dieses Sprengkörpers wurde die Eingangstür nach innen gedrückt. Die Polizei Sachsen fand später Reste des Sprengkörpers vor dem Gebäude.

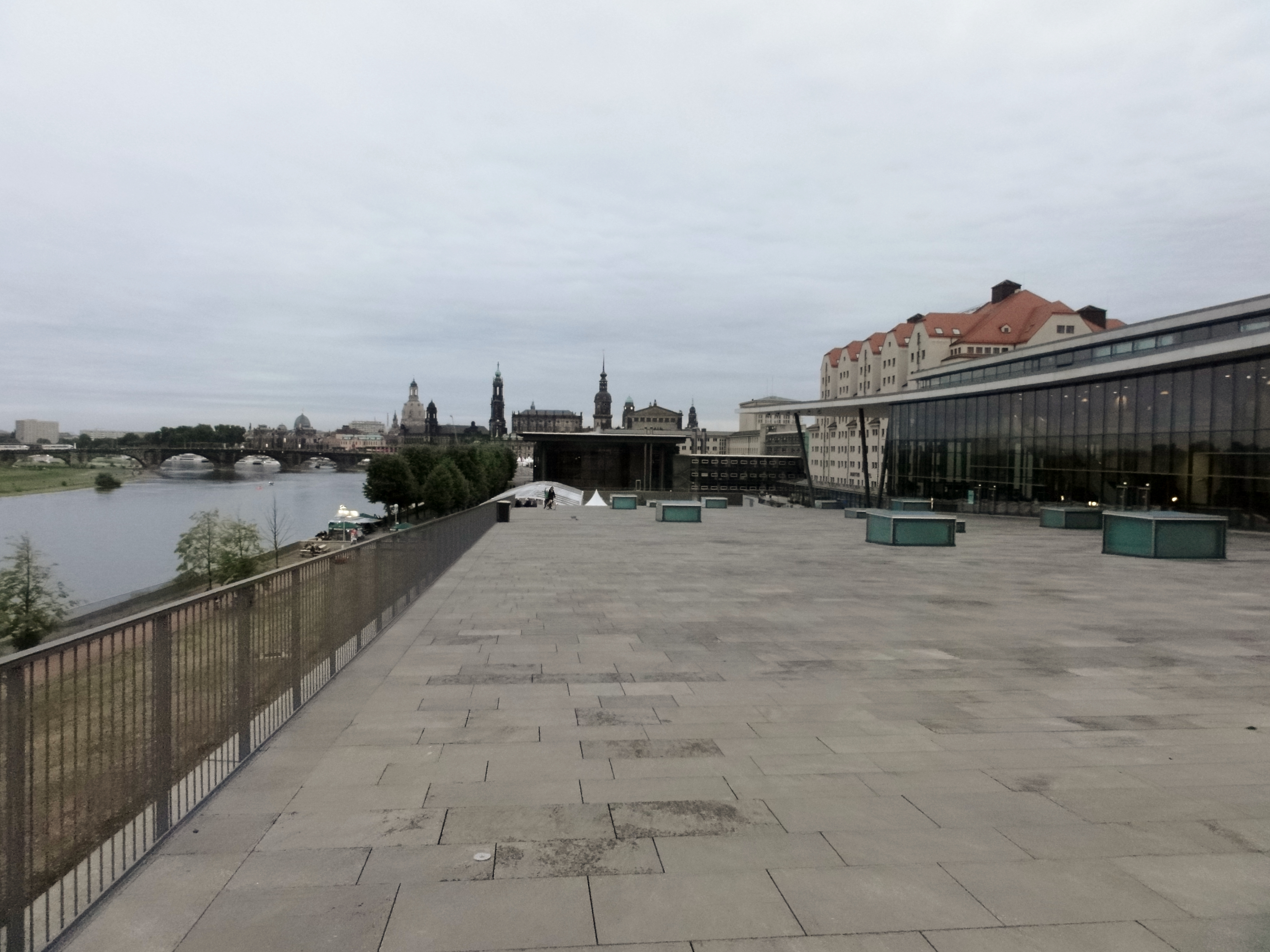
Die von einer Explosion betroffene Freiterrasse mit den Glasquadern im Jahr 2011

Etwa eine Stunde später, um 22:19 Uhr Ortszeit, explodierte ein weiterer Sprengsatz auf der Terrasse des Internationalen Congress Centers Dresden ⊙. Auch dort wurden Sprengsatzreste gefunden. Die Druckwelle zerstörte die Seite eines Glasquaders auf der Terrasse vor dem Gebäude. Die Polizei evakuierte die Hotelbar.

## Ermittlungen und Strafverfahren
Die Polizei Sachsen informierte die Öffentlichkeit am 27. September um 8 Uhr mit einer Pressemitteilung über die beiden Anschläge in der Stadt und nannte ermittlungstaktische Gründe für die verzögerte Mitteilung.
Schon am Nachmittag des 30. September 2016 veröffentlichte die  Generalstaatsanwaltschaft Bild- und Videomaterial einer Überwachungskamera, die einen Tatverdächtigen zeigten. Dieser konnte identifiziert werden. Am 8. Dezember 2016 wurde er festgenommen, nachdem man seine DNS an den Tatorten gefunden hatte.
Der festgenommene 30-jährige Nino Köhler war in der fremdenfeindlichen Szene kein Unbekannter. So war er am Montag, den 13. Juli 2015, als ein Redner bei einer Pegida-Veranstaltung aufgetreten. Dabei kündigte der anwesende Pegidachef Lutz Bachmann Nino Köhlers Rede mit den Worten an „als Nächsten habe ich für Euch den Nino. Wo ist er? Einen Riesenapplaus für Nino!“. Nino Köhler verlas auf der Bühne neun Minuten lang einen offenen Brief an die Kanzlerin Angela Merkel. Dabei bezichtigte der 28-jährige Dresdner die Kanzlerin Merkel, sie lasse „kriminelle Ausländer Drogen verkaufen“ und „faule Afrikaner anstatt ihre Länder aufzubauen unsere Sozialkassen plündern“. Den Islamismus bezeichnete Nino Köhler unter großem Applaus der 2800 Anhänger als „Massenvernichtungswaffe“. Ninos Rede gipfelte u. a. in der Drohung „Wenn Sie wollen, dass es in Deutschland und Europa zu Bürgerkriegen kommt, dann machen sie so weiter … Von uns sollen sie keine Gnade erhalten.“
Anschließend lobte der Pegidaführer Bachmann den jungen Redner mit den Worten „Das waren starke und deutliche Worte. Vielen Dank dafür.“
Im September 2017 erhob die Generalstaatsanwaltschaft Dresden Anklage gegen den Beschuldigten wegen versuchten Mordes und Herbeiführens einer Sprengstoffexplosion. Am 10. August 2018 plädierte sie für eine Freiheitsstrafe von zehn Jahren und neun Monaten. Am 17. August 2018 forderte die Verteidigung eine viereinhalbjährige Haftstrafe wegen Herbeiführens einer Sprengstoffexplosion und versuchter schwerer Brandstiftung, bestritt aber eine Tötungsabsicht.
Am 31. August 2018 verurteilte das Gericht Nino Köhler wegen versuchten Mordes, besonders schwerer Brandstiftung und der Herstellung von Brandsätzen zu 9 Jahren und acht Monaten Haft. Nino Köhler soll Rohrbomben aus Metall für die Anschläge hergestellt und verwendet haben.

## Reaktionen

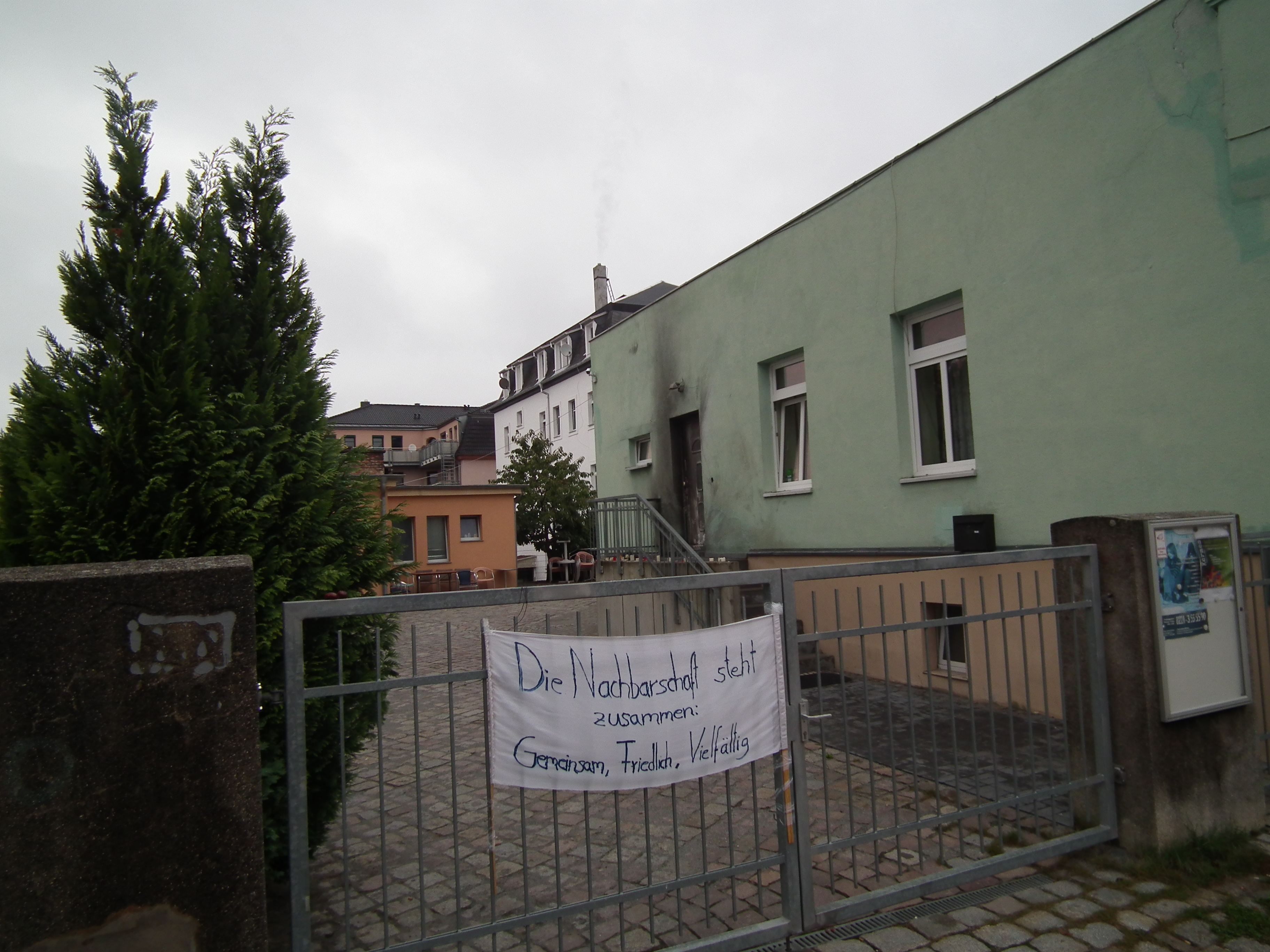
Spruchband der Nachbarschaft am Eingangstor der Moschee

Nach den – unmittelbar danach so bezeichneten – Anschlägen entschied die sächsische Regierung, die Sicherheitsmaßnahmen für die Feierlichkeiten zum Tag der Deutschen Einheit vorzeitig in Kraft zu setzen. Innenminister Markus Ulbig (CDU) sagte am Tag nach den Anschlägen, dass der Kontrollbereich für das Festgelände früher eingerichtet werde.

„Wir gehen davon aus, dass zumindest der Anschlag auf die Moschee einen fremdenfeindlichen Hintergrund hat“